# USS Minnesota (BB-22)

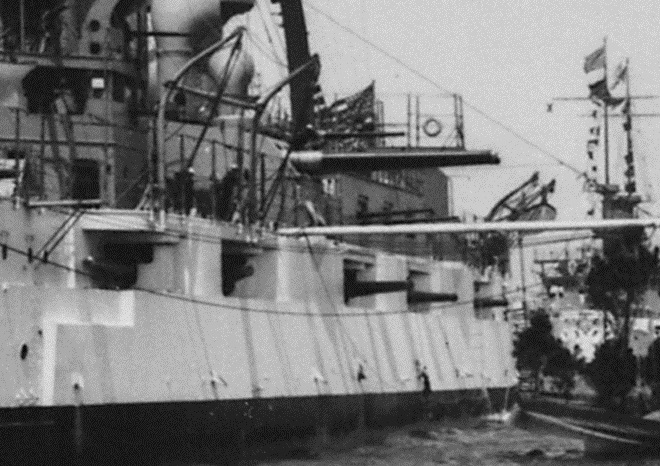
Boční pohled na Minnesotu

USS Minnesota (BB-22) byl predreadnought námořnictva Spojených států amerických. Jednalo se o pátou a zároveň o předposlední jednotku třídy Connecticut.

## Stavba
27. října 1903 v americké loděnici Newport News Shipbuilding Corporation, která postavila např. legendární letadlovou loď USS Enterprise (CV-6) byl založen kýl lodi. V roce 1905 byla loď spuštěna na vodu a dne 9. března 1907 byla Minnesota uvedena do služby. Jejím prvním velitelem se stal John Hubbard.

## Technické specifikace
Minnesota měřila na délka 139,09 m a na šířka 23,42 m. Čára ponoru byla hluboká 7,47 m. Při plném naložením loď vytlačovala 17 949 t vody. O pohon se staralo 12 uhelných kotlů Babcock & Wilcox díky kterým Minnesota plula rychlostí 33 km/h.

## Výzbroj
Hlavní výzbroj lodě tvořily 2 dvojité střelecké věže s děly Mk 5, které měly ráží 305 mm a dostřel až 27 km. Sekundární výzbroj lodě tvořily 4 dvojitá děla ráže 203 mm. Dále loď disponovala 12 děly ráže 178 mm, 20 kanóny ráže 76 mm, 12 kanóny QF 3-pounder ráže 37 mm, 4 auto-kanóny QF 1-pounder ráže 37 mm a 4 torpédomety s torpédy o průměru 533 mm.